# ハインリッヒ・スミット
ハインリッヒ・スミット（Heinrich Smit、1990年11月21日 - ）は、ナミビアのラグビーユニオン選手。

## プロフィール
- ナミビア出身[1]。
- ポジションはウィング(WTB)。
- 身長 175cm、体重 88kg
- ナミビア代表キャップは18（2025年5月現在）でラグビーワールドカップ2015のナミビア代表に選ばれた[2]。

## 略歴
2016年、ウェルウィッチアスに加入。